# Lamaholot (lud)
Lamaholot, także: Ata Kiwan, Holo, Solor, Solot – indonezyjska grupa etniczna zamieszkująca wschodnią część wyspy Flores oraz wyspy Solor. Ich populacja wynosi 310 tys. osób.
Posługują się zróżnicowanym dialektalnie językiem lamaholot, należącym do wielkiej rodziny austronezyjskiej. Pod względem językowym są blisko spokrewnieni z ludem Sika.
Wyznają katolicyzm bądź islam. Obecne są także wierzenia tradycyjne. Dzielą się na dwie grupy: Demon i Padzi.
Zajmują się ręcznym rolnictwem tropikalnym (m.in. kukurydza, ryż, proso, pochrzyn, maniok, bataty, rośliny strączkowe). Mieszkańcy terenów przybrzeżnych trudnią się rybołówstwem. W wioskach nadmorskich prowadzi się handel tkaninami, odzieżą i narzędziami rolniczymi. Mają bogaty folklor literacki i muzyczny.
Tradycyjna organizacja społeczna opiera się na rodach patrylinearnych.